# Institut für Medien und Kommunikationswissenschaft
Das Institut für Medien und Kommunikationswissenschaft (kurz IfMK) der TU Ilmenau ist eines der bundesweit größten universitären Institute in diesem Bereich. Es beschäftigt sich in Forschung und Lehre mit Medien und Kommunikationsprozessen aus sozialwissenschaftlicher Perspektive.

## Organisation
Das Institut für Medien und Kommunikationswissenschaft ist Teil der Fakultät für Wirtschaftswissenschaften und Medien.
Am Institut lehren sieben Professoren – Kommunikationswissenschaftler, Psychologen, Wirtschaftswissenschaftler und Informatiker. Damit ist es in Größe und Zusammensetzung im deutschsprachigen Raum einmalig.

## Profil
Das IfMK setzt den Fokus auf neue Medien- und Kommunikationstrends. Der zentrale Forschungsgegenstand des Instituts ist die medienvermittelte Kommunikation.
Eine Besonderheit des Instituts für Medien und Kommunikationswissenschaft ist die interdisziplinäre Ausrichtung, die neben dem sozialwissenschaftlichen Schwerpunkt auch technik- und wirtschaftswissenschaftliche Inhalte einbezieht. Das gilt sowohl für den Bachelorstudiengang "Angewandte Medien- und Kommunikationswissenschaft" und den englischsprachigen Masterstudiengang "Media and Communication Science" als auch für die  Forschungsaktivitäten des Instituts. Außerdem ist das Institut stark international ausgerichtet: Neben dem englischsprachigen Master-Studiengang und englischsprachigen Lehrveranstaltungen im Bachelor-Studiengang bestehen Forschungskontakte zu und Studienaustauschprogramme mit Universitäten in Europa, Asien sowie Nord- und Südamerika.

## Technik
Das IfMK verfügt über Studios für Audio-, Video- und Multimedia-Produktionen sowie professionelle und semi-professionelle Audio- und Video-Aufnahmegeräte.

## Fachgebiete

### Empirische Medienforschung und politische Kommunikation
Der Fokus dieses von dem Kommunikationswissenschaftler Jens Wolling geleiteten Fachgebiets liegt in der Erforschung von Mediennutzung und Medienwirkung, insbesondere in der politischen Kommunikation.

### Medienpsychologie und Medienkonzeption
Das von der Psychologin Nicola Döring geleitete Fachgebiet legt den Schwerpunkt auf die nutzergerechte Konzeption von Medienangeboten und Informationstechnologien sowie das menschliche Denken, Fühlen und Handeln vor, während und nach der Mediennutzung.

### Medienmanagement
Die Schwerpunkte des von dem Wirtschaftswissenschaftler Andreas Will geleiteten Fachgebiets Medienmanagement sind Crowdsourcing & Crowdfunding, Digitale Medientechnologien, Entrepreneurship, Projektmanagement und Unterhaltungsforschung.

### Medienwissenschaft
In der Forschung konzentriert sich das Fachgebiet, das seit 1998 von dem Kommunikationswissenschaftler Martin Löffelholz geleitet wird, auf die Kriegs- und Krisenkommunikation, die internationale und interkulturelle Kommunikation sowie den Journalismus und die Organisationskommunikation.

### Public Relations und Technikkommunikation
Das Themenspektrum des Fachgebiets reicht von Public Relations und Werbung über PR-Evaluation und Werbewirkungsforschung, Medienwandel, Onlinekommunikation, Crossmedia, Social Media, Technikakzeptanz sowie empirische Methoden.

### Virtuelle Welten und digitale Spiele
Der Schwerpunkt des von dem Informatiker Wolfgang Broll geleiteten Fachgebiets Virtuelle Welten und digitale Spiele liegt unter anderem im Bereich Augmented and Diminished Reality.

### Kommunikationswissenschaft (assoziiert)
Im Fokus dieses Fachgebiets stehen Kommunikations- und Lernprozesse mit digitalen Medien.